# James Monroe
James Monroe (1758. április 28. – 1831. július 4.) az Amerikai Egyesült Államok 5. elnöke, az Alapító atyák és a „virginiai dinasztia” utolsó tagja volt. Két cikluson át töltötte be elnöki hivatalát, 1817-től 1825-ig. Ellentétben elődeivel nem volt önálló politikai gondolkodó, de kitűnő ítélőképességgel rendelkezett. Tisztelet övezte hosszas diplomáciai, kormányzati és katonai tevékenységéért.

## Ifjúkora
James Monroe is ültetvényes családban született 1758. április 28-án a Virginia állambeli Colonial Beach közelében. Rokonai apai ágon skótok, anyai ágon walesiek voltak. Fiatalon elárvult, nagybátyja nevelte, majd a függetlenségi háború kitörésekor félbeszakította tanulmányait a College of William and Maryn, és csatlakozott George Washington hadseregéhez. Szoros baráti viszony fűzte Thomas Jeffersonhoz, aki mellett elsajátította a republikánus nézeteket.

## Politikai karrierje (1782–1817)
1782-ben tagja lett Virginia képviselőházának, majd a Kontinentális kongresszusnak. 1790-től négy évig szenátor lett, majd Washington elnök Párizsba, Jefferson elnök Londonba küldte nagykövetnek. Részt vett a Louisiana megvásárlását előkészítő tárgyalásokon. Madison elnöksége alatt államtitkár (külügyminiszter), majd hadügyminiszter lett. Rengetegett dolgozott, időnként hivatalában aludt és az angolokkal kötött béke után fél évre elvonult pihenni. Fáradhatatlan munkásságának köszönhetően Madison benne látta utódját.

## Elnöki évei (1817–1825)
Egy kampány nélküli választást követően lett az Egyesült Államok elnöke, legyőzve föderalista ellenjelöltjét. A háború utáni gazdasági fellendülés idején lett elnök, amikor felbomlott a Föderalista Párt és gyakorlatilag egypártrendszer alakult ki. Egy korabeli újságíró „a jó érzések korának” nevezte elnöki időszakát. Felgyorsult az Unió nyugati terjeszkedése, s Monroe elnöksége alatt több állam csatlakozott, mint a megelőző 20 év során: Mississippi, Illinois, Alabama, Maine és Missouri.
Külpolitikájának eredményeként 1818-ban a britekkel demilitarizálták a Nagy-tavak vidékét. Ugyanebben az évben a 49. szélesség mentén kijelölték a kanadai-amerikai határt a Nagy-tavak és a Sziklás-hegység között. Vételi ajánlatot tett Floridára a spanyoloknak és nagykövetségeket létesített öt, újonnan függetlenné vált latin-amerikai országban.
1819-ben gazdasági válság következett be, amikor több nyersanyag ára zuhanni kezdett. A földspekulációt törvényekkel gátolták. Egyre nőtt a költségvetési deficit, ennek ellenére mindenki biztos volt abban, hogy az elnököt újraválasztják. A legenda szerint csak azért szavazott az egyik elektor ellene, hogy George Washington maradjon az USA egyetlen egyhangúlag megválasztott elnöke.
Második elnöki ciklusa éles politikai vitával kezdődött. Missouri állam rabszolgatartó államként kérte felvételét az Unióba, de az északkeleti államok megpróbálták előírni számára a rabszolgaság fokozatos felszámolását. Ezzel viszont a déliek szerint felborult volna az egyensúly a szenátusban, ahol 11 rabszolgatartó és 11 „szabad” államnak volt képviselete. Végül megegyeztek, hogy Missouri rabszolgatartó államként, Maine pedig „szabad” államként csatlakozik az Egyesült Államokhoz; a rabszolgaságot pedig tiltják Missouri déli határától északra. Monroe nem avatkozott be közvetlenül a vitába, de jelezte, hogy ha az Amerikai Egyesült Államok Kongresszusa eltiltja Missouriban a rabszolgatartást, ő meg fogja vétózni az intézkedést. Megalapították az Amerikai Gyarmatosító Társaságot és 1821-ben segített egy olyan terület megszerzésében Afrikában, ahová az amerikai feketék kivándorolhattak. Ezért nevezték el egy évvel később a területet Libériának és későbbi fővárosát Monroviának. Elnökségének utolsó két évében megerősödtek a kormányt bíráló hangok, hogy a hatalomra törekvő politikusok így próbáljanak előnyre szert tenni riválisaikkal szemben. Monroe olyannyira elhanyagolta magánügyeit, hogy el kellett adnia egyik birtokát.

## A Monroe-elv
Mexikó függetlenné válásával attól tartottak, hogy az európai nagyhatalmak a gyarmatait elveszítő Spanyolország segítségére sietnek. John Quincy Adams államtitkár-külügyminiszter aggódott Oroszország alaszkai terjeszkedése miatt is, ezért meggyőzte Monroe-t, hogy nyíltan mondják ki: „az amerikai kontinenseket ezután nem tekintik európai hatalmak által gyarmatosítható területnek”, s mivel az európai államok politikai rendszere eltérő, „ezért békénk és biztonságunk szempontjából veszélyesnek tartjuk politikai rendszerüknek erre a félgömbre történő kiterjesztését”. Ez később Monroe-elv néven vált ismertté és 1823. december 2-án tették közzé. A Monroe-elv közvetlen hatása csekély volt, s egy nemzedékre meg is feledkeztek róla, és csak 1845-ben nyilvánították az amerikai külpolitika alaptézisévé. Spanyolországot sokkal inkább a brit flottával támogatott brit diplomácia tartotta vissza a latin-amerikai fellépéstől, mint a Monroe-elv.

## Az elnöki hivatal után (1825–1831)
Visszavonulása után megpróbálta a vidéki, ültetvényes úriemberek életét élni, de adósságai és feleségének elvesztése megkeserítette öregségét. Utolsó birtokát is el kellett adnia és lányához költözött New Yorkba. Itt halt meg, generációja „hagyományainak” megfelelően a függetlenség évfordulójának napján, 1831. július 4-én.

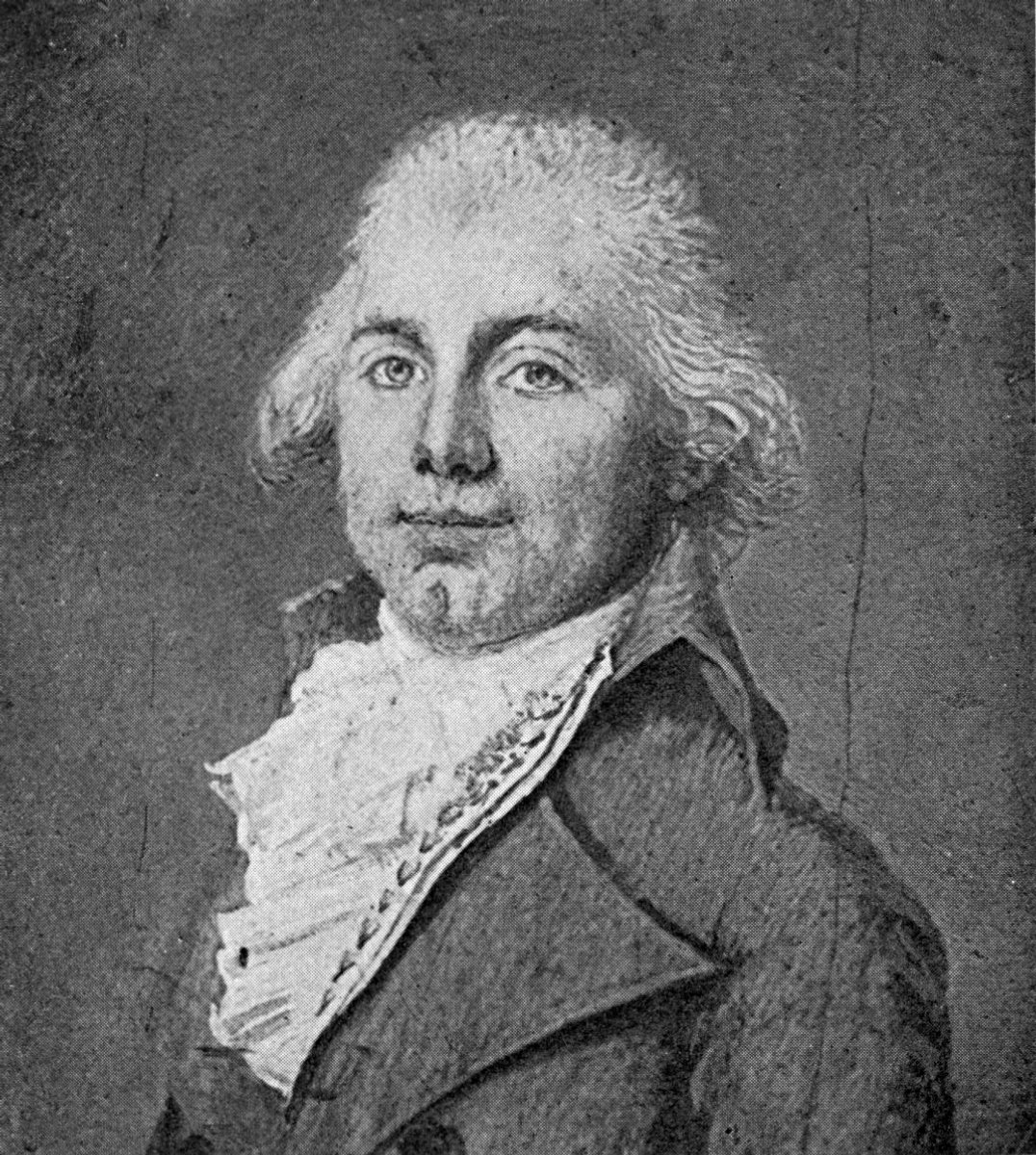
James Monroe legkorábbi ismert protréja 1794-ből, amikor Franciaországban volt nagykövet.
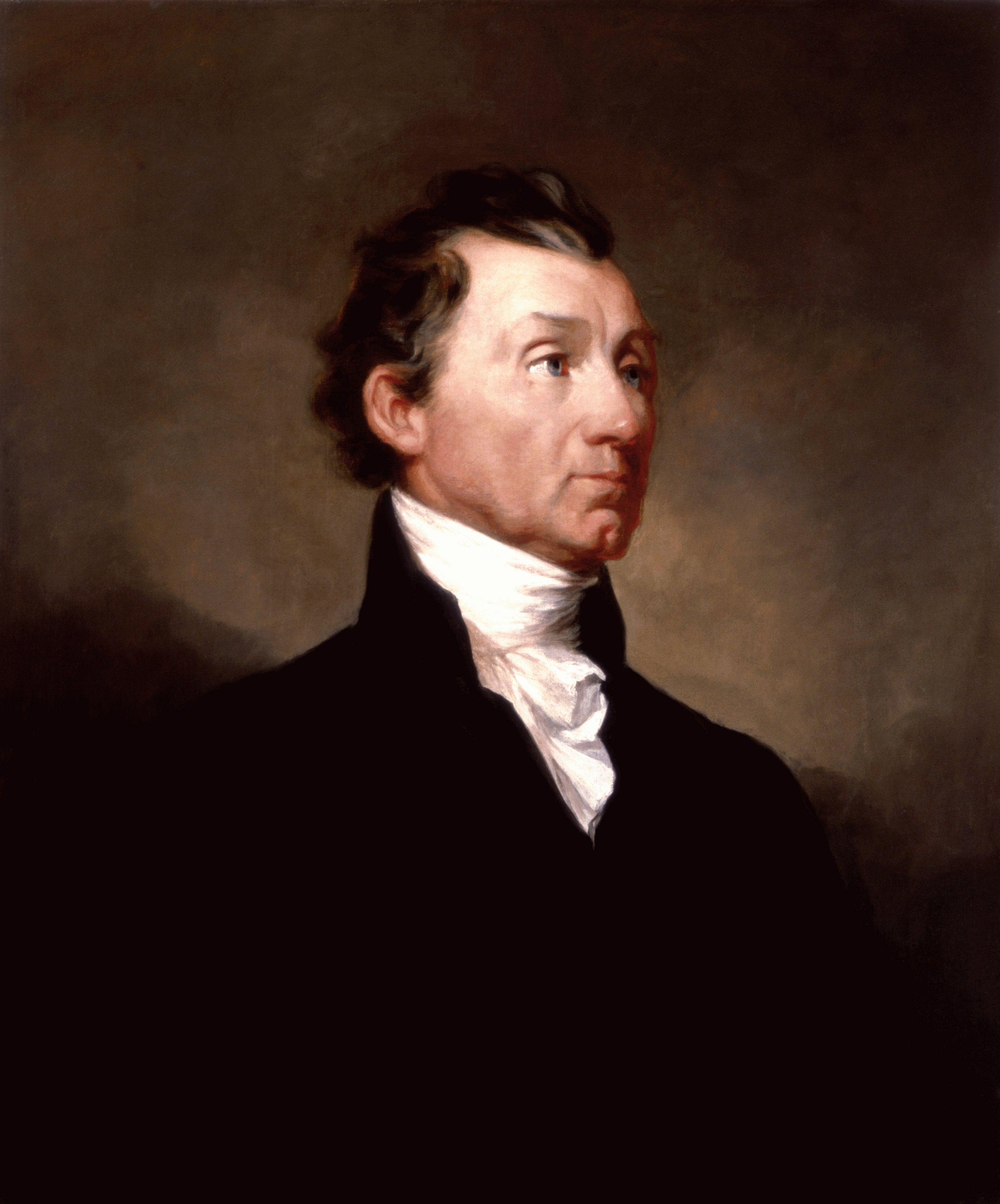
James Monroe 1819-es portréja.
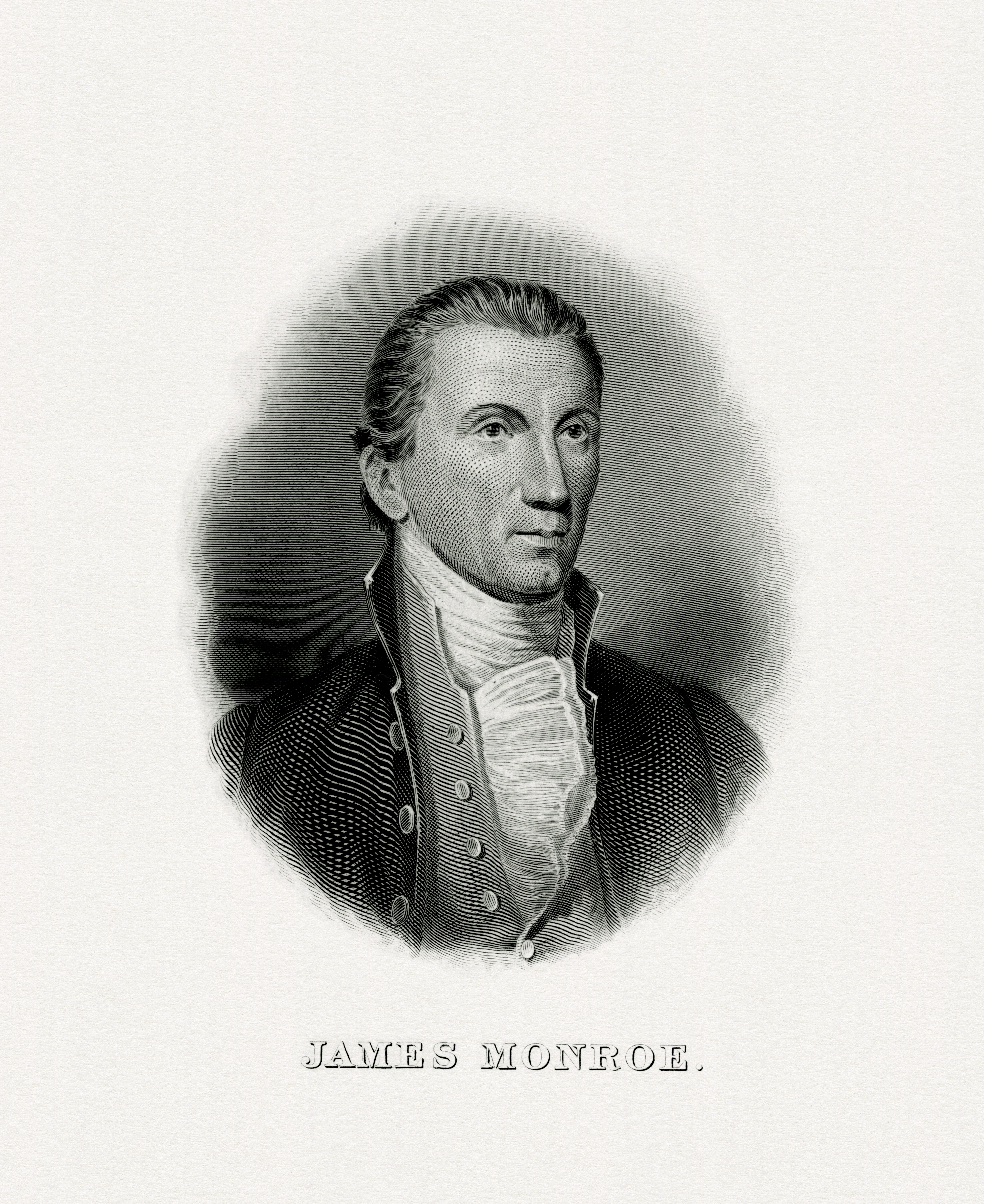
James Monroe elnök amerikai postabélyegeken, valamint az 1878-as, 1880-as és 1891-es szériájú, ezüstérmékre váltható Silver Certificate 100 dolláros paprípénzeken használt képmása.
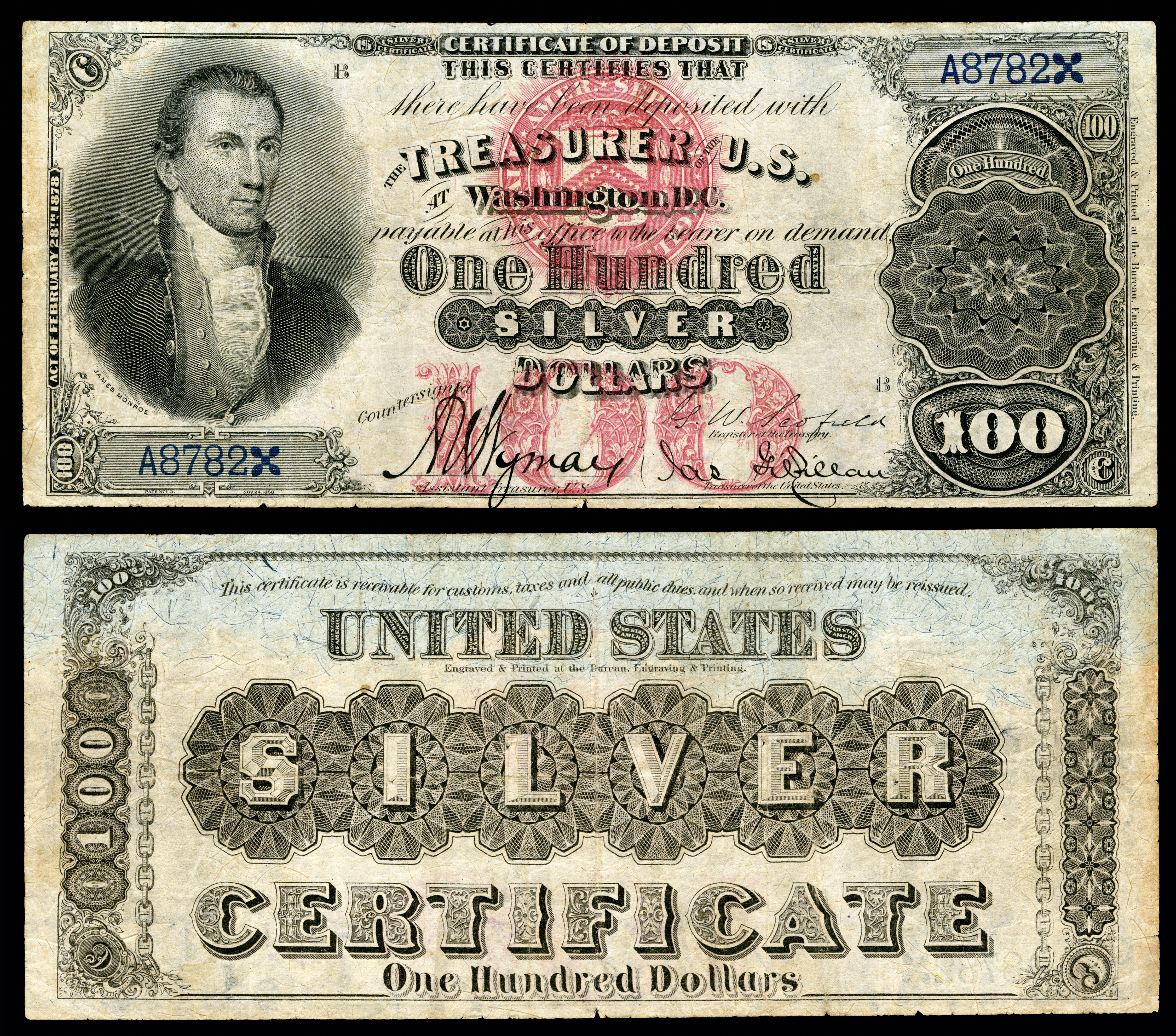
Amerikai, 1878-as szériájú Silver Certificate típusú 100 dolláros papírpénz James Monroe portréjával.
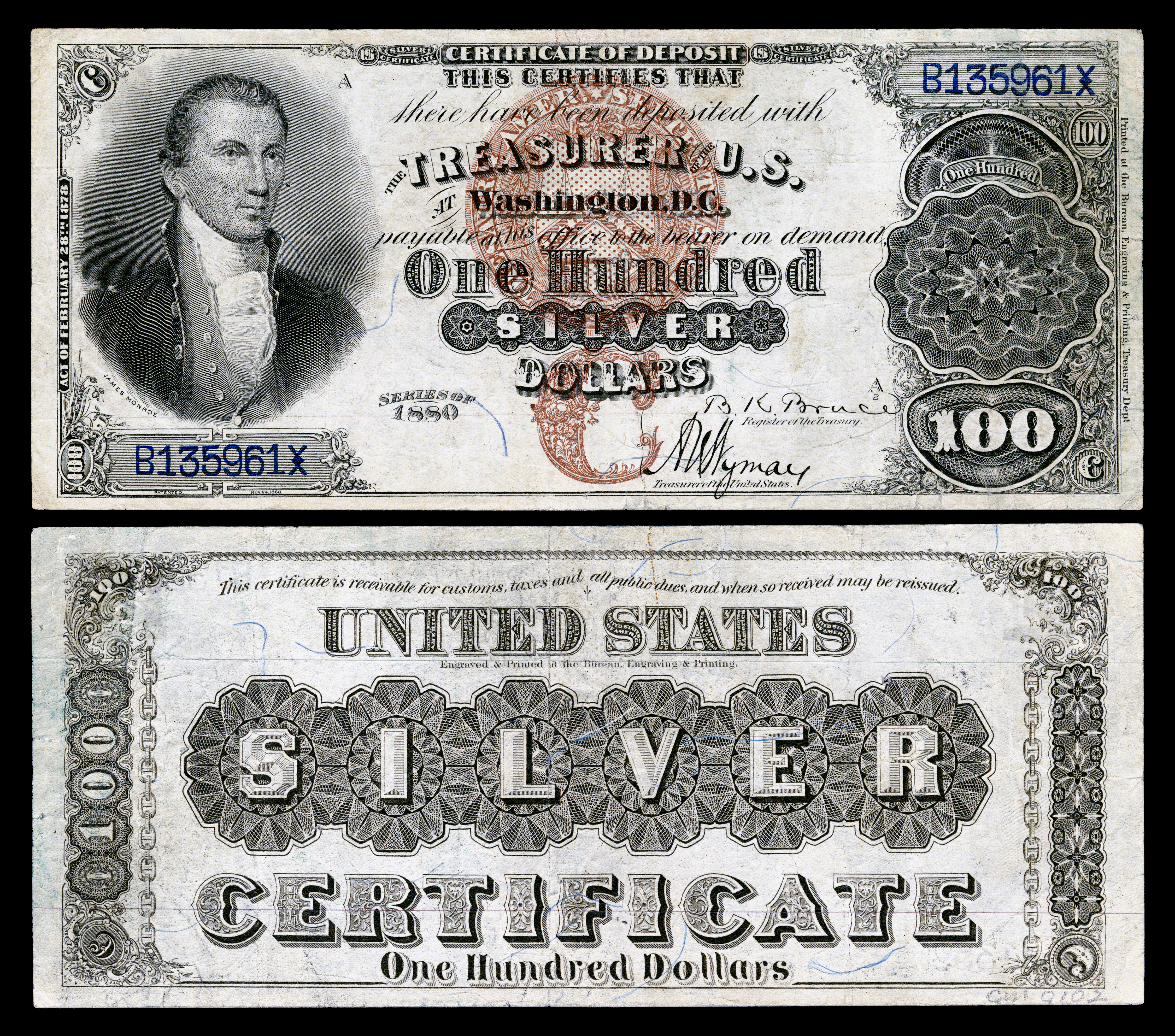
Amerikai, 1880-as szériájú Silver Certificate típusú 100 dolláros papírpénz James Monroe portréjával.
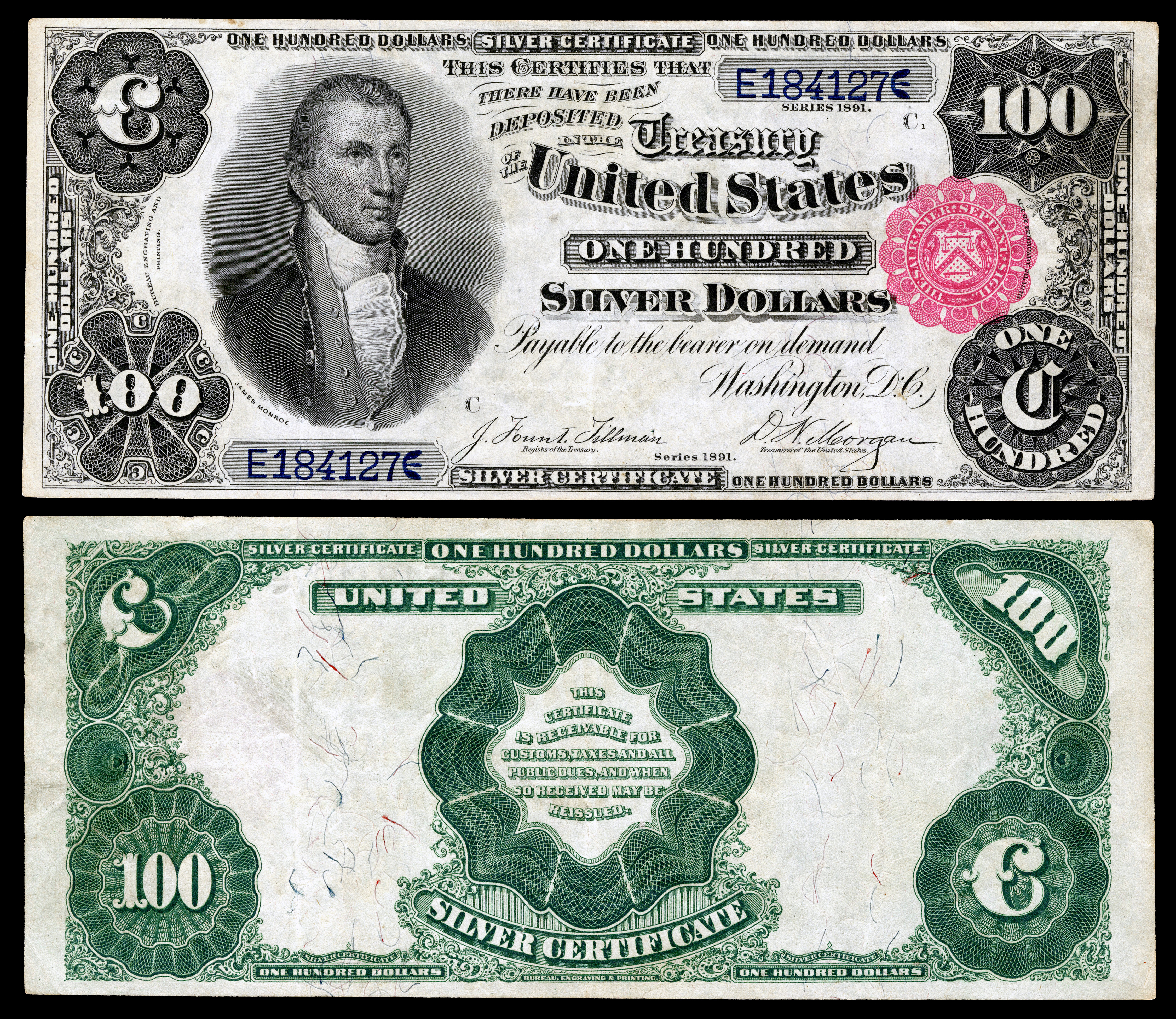
Amerikai, 1891-es szériájú Silver Certificate típusú 100 dolláros papírpénz James Monroe portréjával.

## Elődei és utódai
| Elődje: James Madison | Az Amerikai Egyesült Államok elnöke 1817. március 4. – 1825. március 4. | Utódja: John Quincy Adams |

| Elődje: James Wood | Virginia kormányzóinak listája 1799. december 19. – 1802. december 1. | Utódja: John Page |

| Elődje: George William Smith | Virginia kormányzóinak listája 1811. január 16. – 1811. április 5. | Utódja: George William Smith |